# Jason Bard
Pour les articles homonymes, voir Bard.
Jason Bard est un personnage de fiction appartenant à l'univers de DC Comics. Il apparaît pour la première fois dans le comic book Detective Comics #392 en 1969.

## Biographie fictive
Étant plus jeune Jason Bard a perdu sa mère qui a été assassinée par son père. Il se jura de retrouver son père malgré le fait qu'il ne se rappelait rien de lui et que sa mère avait détruit toutes les photos où il apparaissait.
Il rejoint plus tard les marines et est envoyé au Vietnam. Au cours de ce voyage, il sera gravement blessé aux genoux par une explosion. En revenant en Amérique, il retourna à l'université et devenu spécialiste en criminologie. Jason ouvrit alors un bureau de détective privé à Gotham City. Batman sollicita quelquefois son aide. Jason était également très proche de Barbara Gordon et lui a rendu plusieurs services.  
Après Crisis on infinite Earths, l'univers de Batman a été quelque peu changé. Jason n'est alors plus détective mais est un officier sous les ordres de James Gordon. Dans cette continuité Jason est blessé aux genoux par Killer Moth. Sa blessure l'a forcé à quitter la police. Jason finit par entamer une relation amoureuse avec Barbara Gordon, la fille de son ancien supérieur. Leur relation finit par prendre fin et Jason ouvrit son agence de détective. Après la paralysie de Barbara, Jason tentera de la soutenir et éprouvait toujours de l'amour envers elle. Après le retour de Batman, Jason lui rend quelques services. 
Jason apparaît également dans Batman Eternal. Jason est un policier embauché par Jim Gordon. Après l'arrestation de Gordon, Jason tente d'éradiquer la corruption de Gotham. Jason tombe amoureux de la journaliste Vicki Vale et tous les deux entament une relation. Sa petite amie commence à avoir des soupçons sur lui et celle-ci découvre que Jason mène double jeu et fait tout pour détruire l'image de Batman.

## Œuvres où le personnage apparaît

### Comics
- Batgirl: Année Un, 2003
- Batman Eternal, 2014-2015

### Télévision
- Young Justice (2010-) avec Jeff Bennett (VF : Marc Perez puis Arthur Raynal)